# Битка при Вилер-Бокаж
Битката при Вилер-Бокаж (13 юни 1944) е сблъсък между британските и германските сили в Нормандия, Франция по време на Втората световна война.
В ранното утро на 13 юни части на бронетанкова рота (британският термин „бронетанкова рота“ е еквивалентен на танков батальон в другите армии) и моторизиран батальон (мотопехота) от 7-а бронетанкова дивизия се приближават към града Вилер-Бокаж от северозапад. Германският танков командир Михаел Витман командва малка част, съставена от шест танка. В едно от най-забележителните сражения между малки части през войната Витман атакува със своя танк водещата британска колона, разделя я и след това атакува британските части от много близко разстояние преди да продължи през британската линия в селото. Останалите танкове от неговата част нанасят допълнителни загуби.
Значението на тази битка е в загубената възможност рано да се превземе Кан. Той е една от главните цели на британската 2-ра армия. Превземането на Кан в комбинация с малкия плацдарм при река Орн, осигурен от британските въздушнодесантни части в деня на десанта в Нормандия, биха дали по-добри позиции на източния фланг в Нормандия.

## Предварителни действия
Близо седмица след 6 юни 1944 година /десантът на съюзниците в Нормандия/ Съюзниците изтласкват противника по време на Битката за Нормандия. Западно от Кан, силна атака към Каумон-Левен на американската 1-ва пехотна дивизия принуждава германската 352-ра пехотна дивизия да отстъпи, по този начин оголвайки фланговете на танкова дивизия Лер. Бързи действия от страна на Съюзниците биха предоставили възможност за пробив в германската защитна линия в Нормандия.
Генерал Бърнард Монтгомъри съзнава тази възможност и дава началото на Операция Перч, опит на британската 7-а бронетанкова дивизия (Пустинните плъхове) да заобиколят дивизия Лер и да направят изненадваща атака в нейния тил. Градчето Вилер-Бокаж стои на техния път в центъра на пътната мрежа, която води на североизток към Кан. Ако то (и височината в близост – кота 213) бъдат овладени и задържани, британските танкове ще могат да атакуват в посока североизток зад германския фронт с възможност да продължат към Кан.
Британците не знаят, че част от 2-ра бронетанкова рота от 101-ви СС тежък танков батальон, водени от Михаел Витман, са получили заповеди да заемат и задържат кота 213, която се намира над кръстопътя при Вилер-Бокаж. След като я достигат през нощта, за да избегнат да бъдат разкрити от съюзническите самолети, частта на Витман, съставена от 5 тежки танка Тигър и среден танк Panzer IV, се намира приблизително на 150 метра на юг от път RN 175. Британските части изпратени да превземат Вилер-Бокаж и кота 213 са съставени от подсилен танков ескадрон (рота) и пехотна рота от моторизиран батальон. Приблизително 200 бронетанкови машини.

### Съюзнически сили
- 8-и полк на Кралските ирландски хусари.
- 4-ти Кавалерийски полк от графство Лондон – със задачата да превземат и задържат кота 213.
- 1/7-и полк на Кралицата – със задачата да подсигурят изходите от Вилер-Бокаж. С щаб разположен в долната част на Вилер. Рота А с разположение около железопътната станция. Рота Б разположена в центъра на града. Рота В разположена на улици Пастьор и Клемансо. Рота Г разположена в близост до гробищата.
- 5-и Кралски танков полк – със задачата да овладее и задържи района на Маисонцелес-Пелви (на 3 км на югозапад) южно от път D71, който свързва Каумон, Вилер и кота 142, която контролира града и центъра на долината.
- 5-а Кралска конна артилерия – назначена с овладяването и задържането на другите изходи от града. Батареята от Секстон трябва да заеме позиции на север от D71 и в малката долина, през която преминават пътищата за Коудрей и моста Чоукет.
- 1-ва стрелкова бригада.

Тези формирования са част от или са прикрепени към британската 22-ра бронетанкова бригада под командването на бригаден генерал Хинде.

### Германски сили
- 2-ра тежка танкова рота (Тигри с номера 221, 222, 223, 231, 233 и 234) от 101-ви СС тежък танков батальон

По-късно към тях се присъединяват:
- 1-ва тежка танкова рота от 101-ви СС тежък танков батальон
- части от танкова дивизия Лер

## Начало на бойните действия
Вилер-Бокаж и кота 213 са незаети в началото на битката и двете страни се насочват натам, за да заемат височината и по този начин тактическото преимущество. Докато британските сили достигат града първи, частта на Витман заема кота 213 и възможността да наблюдава движението на англичаните.
Британските части в града страдат от слабо тактическо разположение и първоначално са обградени от приветстващи цивилни, щастливи от освобождението си. Четири танка от командната група на ескадрона паркират, а екипажите им напускат танковете. Хората и машините от бойната група не формират цялостна защита, както се изисква от военната доктрина, защитните постове са ограничени и не е извършено качествено разузнаване на кота 213. В крайна сметка смесена част от танкове и пехота е изпратена от селото, за да превземе кота 213.
Витман наблюдава колоната от 4-ти Кавалерийски полк, която напуска Вилер-Бокаж и да напредва към неговите танкове на кота 213. Авангардът спира на пътя без да образува защитна позиция и позволява на бронираните коли и транспортни средства на съпътващата пехота да преминат. Изправени пред неразузнат терен, това се оказва огромна грешка.
Витман вижда своята възможност и решава да извърши бърза разузнавателна мисия с един танк между кота 213 и Вилер-Бокаж, заобикаляйки ескадрон А от 4-ти Кавалерийски полк и нарежда на съпътващите го два танка да останат на сегашната позиция. Витман разчита на елемента на изненадата, за да нанесе колкото се може по-големи загуби на британците, докато чака подкрепления. Описвайки действията си по-късно Витман казва, „Не успях да събера ротата си. Трябваше да действам бързо, тъй като се налагаше да предположа, че врага вече ни е открил и смяташе да ни унищожи с първата атака. Тръгнах с моя танк. Заповядах на останалите два танка да се изтеглят, но да задържат позицията.“

## Бойни действия
В 9:00 часа танкът Тигър на Витман излиза на разузнавателна мисия. Той заобикаля британската колона, която се придвижва по пътя за Кан. Незабелязан той навлиза в града и напълно изненадва разположените там четири танка Кромуел. Три от тях са унищожени, четвъртия се спасява благодарение на съобразителния си механик-водач, който дава назад и се скрива в близка градина.
Когато Витман достига площада Жана д'Арк се оказва срещу целия ескадрон Б, влючително Шърман Светулка на сержант Локууд. Този танк с неговото 17 фунтово оръдие е единствения, който може да пробие челната броня на Тигър, при повечето случаи. Срещу Витман са изстреляни четири снаряда, единия уцелва корпуса на Тигъра, който отвръща на огъня и сваля част от стената върху противниковия танк. Витман дава назад и завива като се завръща на улица Клемансо. Там се изправя срещу оцелелия танк Кромуел, командван от капитан Диас, който е излязъл от укритието си. Той стреля срещу Тигъра и го уцелва два пъти без видим ефект. Отвръщайки на огъня танкът на Витман унищожава противника с един изстрел. Мунициите му намаляват и Витман се завръща при своята рота. След като възстановяват своите запаси с 88 мм снаряди те атакуват ескадрон А на 4-ти Кавалерийски полк.
Незабелязани от британците танковете Тигър на Витман се приближават в гръб. Първо унищожават верижна машина М3 в края на колоната. Това ефективно блокира британските танкове и машини на пътя и ги прави неподвижни мишени. Витман първо унищожава три танка – Шърман Светулка и танк Кромуел от дясната страна и още един танк от лявата. След това подпомогнат от Panzer IV той се придвижва покрай колоната и унищожава противниковите машини една по една. До 10:30 бойната група от 4-ти Кавалерийски полк престава да съществува. Оцелелите войници при кота 213 се предават в 13:00 часа.
До този момент Витман има 23 унищожени бронирани машини от общо 20 танка Кромуел, 4 Шърман Светулка, 3 танка Стюарт, 3 танка за насочване на артилерийски огън, 16 бронетранспортьора Брен, 14 М3 верижни машини и 2 6-фунтови противотанкови оръдия. Повече от 100 британски войници са пленени, а 62 са убити. Командващия офицер на 4-ти Кавалерийски полк, виконт Кранли, е открит по-късно да се крие в гората от германска пехота, претърсваща за пленници.
След като приключва с ескадрон А Витман решава да тръгне след останалите британци във Вилер-Бокаж. През това време група от четири танка Кромуел, един Шърман Светулка и едно 6-фунтово противотанково оръдие се разполагат в центъра на града, така че да могат атакуват фланга на германците, ако решат да атакуват отново.
Без да знае за съществуващия капан, Витман се насочва към града с един от танковете Тигър и един Panzer IV за поддръжка. Британците го оставят да премине, след което противотанковото оръдие открива огън и уцелва танка на Витман в уязвимата странична броня. Същото прави и един от танковете Кромуел. Британската пехота също открива огън с базуки. Panzer IV се изтегля бързо, като в процеса стреля по къщи окупирани от британците. Танкът Шърман го уцелва в двигателя, но екипажа успява да избяга. Същото прави и екипажа на Витман. 
Те достигат щаба на танкова дивизия Лер, отдалечен приблизително на 7 км. Впоследствие 15 танка Panzer IV от 2-ри батальон на 130-и полк напускат Орбоис в посока на Вилер-Бокаж под командването на капитан Хелмут Ритген, като задачата им е да блокират изходите на север. Преди да достигнат целта си те попадат под обстрела на противотанкови оръдия и настъплението им спира. Фриц Байерлайн, командир на танкова дивизия Лер, им нарежда да отстъпят и да се прегрупират при Вилер-Бокаж. Танковете се насочват към замъка 'Parfouru on Odon', където след ремонта се броя на танковете е 14. Те атакуват под командването на Ханс Филипсен, четири танка от юг и десет при улица Клемансо. Всяка от двете групи губи по два танка.
След това Витман е върнат обратно до кота 213, където се присъединява към Карл Мьобиус, командир на 1-ва рота и разискват втората атака, която 101-ви батальон е напът да започне. Танковете на 1-ва рота навлизат в града по улица Девреци и се присъединяват към тези на танкова дивизия Лер при пазара, за да координират нападението си. Силите са разпределени така, че да окупират града от улица Пастьор към центъра Жана Д'Арк, на улица Св. Германий, на Емили Самсон и в посока на кръстопътя при улица Жан Бекон и булевард Жофре. Дотогава британската съпротива е организирана и германците губят елемента на изненадата. Едно 6 фунтово противотанково оръдие от 1/7-и полк на Кралицата, разположено на улица Жан Бекон успява да повреди три танка Тигър, от които само един е поправен. Противотанковите гранати хвърляни от горните етажи на сградите са отговорни за унищожаването на един танк Тигър и един Panzer IV. Оцелелите танкове Тигър се оттеглят, като боевете се продължават от пехотата на танкова дивизия Лер.

## Резултат
Британските части понасят тежки загуби при първата атака, но успяват да задържат града с важните му кръстопътища. Германците се изтеглят, но по-късно извършват няколко силни контраатаки към Вилер.
Поддръжка на британците е достъпна от няколко места. Придружаващ американски артилерийски наблюдател извиква тежък и точен артилерийски огън, за да спре една от германските атаки. Няколко независими пехотни бригади са свободни и могат да бъдат използвани за подсилване на позициите във Вилер-Бокаж, но британския командир Хинде не изпраща заявление за подкрепления. Дивизионния командир Джордж Ерскин, също е можел да повика тези бригади, но не го прави. Нито командира на корпус, Жерард Бъкнал, нито командира на 2-ра армия, Майлс Демпси, подкрепят частите при Вилер-Бокаж. В 17:00 часа, командващия офицер Ерскин нарежда на 22-ра бригада да отстъпи от града.
Цялостното отстъпление на 7-а бронетанкова дивизия е наредено от генерал Монтгомъри. Приблизително в 14:00 часа над 300 тежки бомбардировача от Кралските военновъздушни сили хвърлят 1727 тона бомби над Вилер-Бокаж, за да прикрият отстъплението. Един Тигър е унищожен, три са повредени, а 29 от танковите екипажи са убити или ранени.
Въпреки това германците притискат отстъпващите британци. 2-ри танков разузнавателен батальон атакува фланга на 7-а бронетанкова дивизия. Ерскин извиква артилерийски обстрел от 160 тежки американски и британски оръдия, за да може да се изтегли. Един Тигър е унищожен по време на боевете.
Отстъплението от Вилер-Бокаж прекратява надеждите на британците да разкъсат германския фронт южно от Кан. Историците смятат, че чудесна възможност е била пропиляна поради слабото изпълнение на плана. Демпси по-късно отбелязва „че цялото управление на битката е позор“.
И Ерскин и Бъкнал са освободени от командване в началото на август, след още един провал да превземат Вилер-Бокаж и Аунай по време на Операция Блукоут. Бригаден генерал Хинде и командващия на кралската артилерия на 7-а бронетанкова дивизия също са отстранени.

## Загуби
Британските загуби в битката включват:
- 8-и полк на Кралските ирландски хусари: известен брой танкове Стюарт
- 4-ти Кавалерийски полк от графство Лондон: 8 танка Кромуел, 4 Шърман Светулка, 3 танка Стюарт, 1 верижно превозно средство и 3 разузнавателни коли
- Стрелкова бригада: 9 бронирани коли със задни гъсенични вериги, 2 универсални бронетранспортьори, 4 Карден-Лойд транспортьора
- 5-а Кралска конна артилерия: 2 танка Кромуел, 1 танк Шърман.

Германските загуби включват, 6 повредени танка Тигър (3 от които впоследствие са поправени) и 5 танка Panzer IV.

## Пропагандата за Вилер-Бокаж
Германската пропаганда през Втората световна война е била склонна да издига индивидуални бойци до статус 'герой'. Събитията при Вилер-Бокаж впоследствие се приписват почти изцяло на Витман, на когото се приписват 27 от 30 унищожени британски танка. След войната интересът към Витман не изчезва. Трябва да се отбележи, че танка Тигър на Витман превъзхожда британските по огнева мощ и броня. Все пак също така е истина, че в близкия бой на тази битка британските 17 фунтови оръдия са способни да пробият бронята на танка му. Дори 6 фунтовите и 75 мм оръдия на танковете Кромуел и Шърман могат да пробият германската броня при идеални условия.